# Salerano Canavese
Salerano Canavese é uma comuna italiana da região do Piemonte, província de Turim, com cerca de 532 habitantes. Estende-se por uma área de 2 km², tendo uma densidade populacional de 266 hab/km². Faz fronteira com Ivrea, Fiorano Canavese, Banchette, Banchette, Samone, Loranzè.

## Demografia
| Variação demográfica do município entre 1861 e 2011                               |
|                                                                                   |
| Fonte: Istituto Nazionale di Statistica (ISTAT) - Elaboração gráfica da Wikipedia |